# Todendorf
Todendorf är en kommun (Gemeinde) i Kreis Stormarn i förbundslandet Schleswig-Holstein i norra Tyskland. Den är en förort till Hamburg och har cirka 1 000 invånare. Motorvägen A1 passerar Todendorf och A21 börjar i närheten.
Kommunen ingår i kommunalförbundet Amt Bargteheide-Land tillsammans med ytterligare sju kommuner.